# کیوان امرایی
کیوان امرائی (زاده ۲۲ بهمن ۱۳۶۴ - کوهدشت) یک بازیکن فوتبال اهل ایران است. وی فوتبال حرفه‌ای را در سال ۲۰۰۴ در باشگاه فوتبال ذوب آهن اصفهان شروع کرد و سابقه حضوردر تمام رده های تیم ملی فوتبال را در کارنامه دارد. 

## محرومیت
وی در سال ۱۳۸۷، به علت استفاده از شناسنامه جعلی  یا متعلق به شخص دیگری با نام وحید امرایی، به تحمل یک سال محرومیت از حضور در میادین فوتبال محکوم شد.